# モレノ・ルッテン
モレノ・ルッテン（Moreno Rutten 、1993年4月28日 - ）は、オランダ・デン・ボス出身のサッカー選手。エールステ・ディヴィジ・NACブレダ所属。ポジションは、ディフェンダー（ライトバック）。

## クラブ歴
2019年6月17日、イタリアのクロトーネと3年契約を結んだ。

## タイトル

### クラブ
VVVフェンロー
- エールステ・ディヴィジ: 2016-17